# Bistrica, Črnomelj
Bistrica je naselje v Občini Črnomelj, blizu Črnomlja.

## Geografija
Povprečna nadmorska višina naselja] je 445 m.
Pomembnejši bližnji naselji sta Dobliče (5 km) in Črnomelj (10 km). Od tu je razgled na najvišji vrh  v črnomaljski občini – Debeli vrh (864 m) in na Židovec (844 m). Obdajajo jo še manjši hribi: Topli vrh na severu, na vzhodu Cerovec in jugu Rigel. Bistrica stoji ob cesti Črnomelj–Kočevje. Septembra 1994 je bila asfaltirana cesta skozi vas, 9. septembra 2006 je bil položen še asfalt na cesti od Hajke do Bistrice.

## Demografija
| Pregled števila prebivalstva po letih | Pregled števila prebivalstva po letih | Pregled števila prebivalstva po letih | Pregled števila prebivalstva po letih | Pregled števila prebivalstva po letih | Pregled števila prebivalstva po letih | Pregled števila prebivalstva po letih | Pregled števila prebivalstva po letih | Pregled števila prebivalstva po letih | Pregled števila prebivalstva po letih | Pregled števila prebivalstva po letih | Pregled števila prebivalstva po letih | Pregled števila prebivalstva po letih | Pregled števila prebivalstva po letih |
| ------------------------------------- | ------------------------------------- | ------------------------------------- | ------------------------------------- | ------------------------------------- | ------------------------------------- | ------------------------------------- | ------------------------------------- | ------------------------------------- | ------------------------------------- | ------------------------------------- | ------------------------------------- | ------------------------------------- | ------------------------------------- |
| 1869                                  | 1880                                  | 1890                                  | 1900                                  | 1910                                  | 1931                                  | 1948                                  | 1953                                  | 1961                                  | 1966                                  | 1971                                  | 1981                                  | 1991                                  | 2002                                  |
| 83                                    | 68                                    | 66                                    | 61                                    | 54                                    | 53                                    | /                                     | 18                                    | 18                                    | 16                                    | 16                                    | 9                                     | 5                                     | 4                                     |